# Rodrigo de Haro
Rodrigo de Haro (Paris, 6 de maio de 1939 – Florianópolis, 1 de julho de 2021) foi um poeta, intelectual, pensador, mosaicista e artista multifacetado brasileiro.
Foi filho do grande pintor clássico Martinho de Haro. Rodrigo nasceu em Paris e veio em 1939 para o Brasil. Foi membro da Academia Catarinense de Letras e, entre muitas obras plásticas que brotam de sua criatividade, um de seus trabalhos mais vistosos orna as paredes e a entrada da reitoria da Universidade Federal de Santa Catarina. Suas obras podem ser vistas na Igreja de Santa Catarina de Alexandria, em homenagem a Santa Catarina de Alexandria, padroeira de Florianópolis, e também em mural na escola municipal Doutor Paulo Fontes na comunidade de Santo Antônio de Lisboa, em Florianópolis.
Na poesia teve sua obra associada ao surrealismo e ao conjunto de poetas que surgiu no início da década de 1960 em São Paulo, do qual podemos citar Roberto Piva, Claudio Willer, Carlos Felipe Moisés e Antonio Fernando de Franceschi dentre outros.
Morreu em 1 de julho de 2021, aos 82 anos, de problemas cardíacos e renais.

## Publicações
- Trinta poemas - São Paulo: Edição do autor, 1961
- Taça estendida, 1968
- Pedra elegíaca - Porto Alegre: Edições Flama, 1971
- Amigo da labareda - Poesia,  São Paulo: Massao Ohno, 1991
- Mistério de Santa Catarina - Florianópolis: Athanor, 1992
- Porta - Florianópolis: Athanor, 1992
- Naufrágios - Florianópolis: Paralelo 27, 1993
- Caliban - Florianópolis: Athanor, 1995
- Livro da borboleta verde - Florianópolis: Fenasoft, 1998
- Andanças de Antônio - Florianópolis: Insular, 2005
- Ofícios secretos. Poesia hermética - Florianópolis: Insular, 2011